# Элисага, Марсело
Марсе́ло Рамо́н Элиса́га Ферре́ро (исп. Marcelo Ramón Elizaga Ferrero; род. 19 апреля 1972 года в Морон, Аргентина) — эквадорский футболист аргентинского происхождения, выступавший на позиции вратаря. Известен по выступлениям за клубы «Эмелек», «Кильмес», а также национальную сборную Эквадора.

## Клубная карьера
Элисага начал профессиональную карьеру в клубе Примеры B «Нуэва Чикаго». В третьем сезоне он завоевал место основного вратаря команды. В 1998 году он покинул клуб и подписал контракт с «Ланусом». В том же году Марсело дебютировал в аргентинской Примере сразу став основным вратарём команды. Через два года он вновь вернулся во второй дивизион, став футболистом «Кильмеса». В новом клубе Элисага провёл четыре сезона, сыграв более за 100 матчей.
В 2005 году он перешёл в эквадорский «Эмелек». Марсело дважды помог новому клубу завоевать серебряные медали эквадорской Серии А, а также на протяжении пяти сезонов подряд признавался лучшим вратарём турнира. В 2007 году Элисага получил эквадорское гражданство, что дало ему право выступать за национальную команду Эквадора, так как он не был заигран за сборную Аргентины.
В конце 2010 году Марсело покинул «Эмелек», сыграв за него более 200 матчей. Его новым клубом стал «Депортиво Кито». 29 января 2011 года в матче против «Манта» Элисага дебютировал за новую команду. В том же году Марсело выиграл свой первый командный трофей, победив в чемпионате Эквадора. В 2012 году он завершил карьеру футболиста.

## Международная карьера
23 мая 2007 года в товарищеском матче против сборной Ирландии Элисага дебютировал за сборную Эквадора. В том же году он попал с заявку национальной команды на участие в Кубке Америки в Венесуэле. На турнире Марсело сыграл в матче против сборной Бразилии.
В 2011 году Элисага во второй раз принял участие в Кубке Америки. На турнире в Аргентине Марсело сыграл в матчах против Бразилии, Парагвая и Венесуэлы.

## Достижения
Командные
 «Депортиво Кито»
- Чемпионат Эквадора по футболу — 2011